# Liste der Monuments historiques in Haynecourt
Die Liste der Monuments historiques in Haynecourt führt die Monuments historiques in der französischen Gemeinde Haynecourt auf.

## Liste der Objekte
| Bezeichnung                          | Beschreibung                       | Standort                | Kennzeichnung | Schutzstatus | Datum | Bild |
| ------------------------------------ | ---------------------------------- | ----------------------- | ------------- | ------------ | ----- | ---- |
| Reliquienschrein des heiligen Martin | Bronze, vergoldet, 19. Jahrhundert | in der Kirche St-Martin | PM59000639    | Classé       | 1981  |      |